# Pikardija
Zgodovinska  provinca Pikardija (francosko Picardie) se je raztezala severno od Noyona do Calaisa, preko celotnega departmaja Somme in severno departmaja Aisne. Provinca Artois (območje Arras) je Pikardijo ločila od francoske Flandrije.

### Srednji vek
Od 5. stoletja je bilo območje del frankovskega cesarstva, v fevdalnem obdobju pa je obsegalo šest grofij: Boulogne, Montreuil, Ponthieu, Amiens, Vermandois in Laonnois. V skladu z določbami Verdunske pogodbe iz leta 843 je regija postala del Zahodne Frankovske, poznejše Kraljevine Francije.
Etimologija besede Picardie je geografska in zgodovinska. Beseda se prvič pojavi pod peresom Nicolasa de Braya v njegovih Gestes de Louis VIII., o Filipu Hurepelu, ki je leta 1216 s poroko postal grof  Boulogne, nato leta 1218 z apanažo grof Clermonta, kvalificiran kot »čast Pikardije«. Ti dve mesti sta bili severna in južna vrata. Nekaj let kasneje, leta 1248, se ime ponovno pojavi pod peresom Guillaumea de Nangisa. Beseda pomeni 'plug'. Parižani so piocheur imenovali vse kmete, ki so živeli severno od gozdnih območij Senlisisa in Valoisa, na severu pa so imenovali Picards vse, ki niso govorili flamsko: Arras, Boulogne, Calais in Tournai so bila mesta Picardov. Izraz, ki naj bi se začel uporabljati, je izhajal iz besede Picard, ki jo je populariziral študentski upor iz leta 1229. Zaradi značaja, ki so ga Pikardi kazali, kot je 'nabiranje glav', v svoji zavezanosti komunalnim svoboščinam, so izraz uporabljali naslednja stoletja.
V 12. ali 13. stoletju je ime veljalo za vse dežele, kjer se je govoril jezik Picardov, ki je vključeval vsa ozemlja od Pariza do Nizozemske. V pariški Latinski četrti so ljudje identificirali kot "narod Picardov" (Nation Picarde) študente na univerzi Sorbonne, ki so bili večinoma iz Flandrije. Med stoletno vojno je bila Pikardja leta 1358 središče kmečkega upora Jacquerie.
Od leta 1419 dalje je grofije Pikardije (Boulogne, Ponthieu, Amiens, Vermandois) postopoma pridobil burgundski vojvoda Filip Dobri, pridobitve pa je potrdil francoski kralj Karel VII. Francoski na kongresu v Arrasu leta 1435. Francoski kralj Ludvik XI. je leta 1477 vodil vojsko in zasedel ključna mesta v Pikardiju. Do konca leta 1477 je Ludvik nadziral celotno Pikardijo in večino Artois.

### Sodobnost
V 16. stoletju je bila ustanovljena vlada (vojaška regija) Pikardija. Postala je nova upravna regija Francije, ločena od tiste, ki je bila zgodovinsko opredeljena kot Pikardija. Nova Pikardija je vsebovala departma Somme, del severne polovice departmaja Aisne in majhno obrobje na severu departmaja Oise.
Leta 1557 so Pikardijo napadle habsburške sile pod poveljstvom Emmanuela Philiberta, vojvoda savojskega . Po sedemnajstdnevnem obleganju je bil Saint-Quentin izropan, medtem ko je bil Noyon požgan.
V zgodnjem 18. stoletju je nalezljiva bolezen, podobna kot angleški znoj, izvirala iz regije in se širila po Franciji. Imenovali so jo Suette des picards ali Pikardijski znoj.
Sladkorno peso je uvedel Napoleon I. med napoleonskimi vojnami v 19. stoletju, da bi se zoperstavil Združenemu kraljestvu, ki je na Karibih zaseglo sladkorne otoke, ki jih je imela Francija. Industrija sladkorja ima še naprej pomembno vlogo v gospodarstvu regije. 
Eden najpomembnejših zgodovinskih dogodkov, ki se je zgodil v Pikardiji, je bil niz bitk, ki so se vodile ob Somi med prvo svetovno vojno. Od septembra 1914 do avgusta 1918 so se v štirih večjih bitkah, vključno z bitko pri Somi, borili Britanci, Francozi, in nemške sile na poljih severne Pikardije.

### Pikardija danes
Leta 2009 je regionalni odbor za reformo lokalne uprave predlagal, da se v bližnji prihodnosti zmanjša število francoskih regij in odpravi dodajanje novih regij. Pikardija bi izginila in vsak departma bi se pridružil bližnji regiji. Oise bi bil vključen v Île-de-France, Somme bi bil vključen v Nord-Pas-de-Calais, Aisne pa v Šampanje-Ardenne. Velika večina Pikardije je temu predlogu nasprotovala in ga odpravili leta 2010 (glej časopis: „Courrier Picard“).
Danes moderna regija Pikardija ne vključuje več obale od Bercka do Calaisa, prek Boulogna (Boulonais), ki je zdaj v regiji Nord-Pas-de-Calais, vendar vključuje plače Beauvaisis, Valois, Noyonnais, Laonnois , Soissonnais, Omois, med drugimi departmaji Francije. Starejša opredelitev Pikardija je preživela v imenu pikardskega jezika, ki ne velja le za narečje Pikardije, ampak tudi za romansko narečje, ki ga govorijo v regiji Nord-Pas de Calais, severno od Pikardije in nekateri deli belgijska province Hainaut.

## Geografija
Med popisoma prebivalstva 1990 in 1999 se je število prebivalcev Oise povečalo za 0,61 % na leto (skoraj dvakrat hitreje kot Francija kot celota), medtem ko je departma Aisne prebivalce izgubil, v Somme pa je komaj zraslo za 0,16-odstotkov na leto. Danes 41,3 % prebivalstva Pikardije živi v depatmaju Oise.
Pikardija se razprostira od dolgih peščenih plaž ustja reke Some na zahodu do prostranih gozdov in pašnikov Thiérache na vzhodu in navzdol do dvorca Chantilly ali Pierrefonds v bližini območja Pariza in vinogradov ob meji s Šampanje (Champagne picarde) na jugu.

### Glavne občine
Glavne občine so: Abbeville, Amiens, Beauvais, Compiègne, Péronne, Creil, Laon, Saint-Quentin, Soissons, Senlis.

## Jezik in kultura
Zgodovinsko gledano ima regija Pikardija močno in ponosno kulturno identiteto. Kulturna dediščina Pikardcev (lokalni prebivalci in tradicionalno govorci jezika pikardščine) vključuje nekatere najbolj izjemne gotske cerkve (stolnica v Amiensu in Beauvaisu ali bazilika Saint-Quentin), izrazito lokalno kuhinjo (vključno s ficelle picarde, flamiche aux poireaux, tarte au maroilles), pivo (vključno s pivovarno Péronne de Clercq) in tradicionalne igre in šport, kot je na primer longue paume (prednik tenisa), pa tudi danses picardes in lastne dude, imenovane pipasso.
Vasice Pikardije imajo izrazit značaj, njihove hiše iz rdeče opeke, pogosto poudarjene z "čipko" iz bele opeke. Manjšina ljudi še vedno govori pikardščino, enega od francoskih jezikov, ki se govori tudi v Artoisu (région Nord-Pas de Calais). "P'tit quinquin", pesem, je simbol lokalne kulture. 
Pikardija je verjetno rojstni kraj gotske arhitekture, v njej pa stoji šest največjih primerov gotskih stolnic na svetu, ki v celoti pokrivajo zgodovino gotske arhitekture. Stolnica v Amiensu, ki stoji kot največja v Evropi, ki je po mnenju Johna Ruskina »panteon gotske arhitekture«, bi lahko Notre-Dame de Paris gostila dvakrat. Zgrajena je bila v samo 50 letih. Pikardija ima tudi najvišji transept v zgodovini gotske dobe; ta transept je v stolnici svetega Petra v mestu Beauvais, Oise.
Muzej Pikardije v Amiensu, ki je bil zgrajen med letoma 1855 in 1867, vsebuje ogromno velikih del, ki pokrivajo stoletja in segajo od arheologije antične Grčije in Egipta do sodobnih del Pabla Picassa. Muzej je zaradi gradbenih del zaprt do konca leta 2019.
Čeprav je Pikardija ena najmanj znanih regij Francije, je njen vpliv na umetnost in arhitekturo viden po vsem svetu. 